# Jehol-Gruppe
Die Jehol-Gruppe ist eine lithostratigraphische Einheit im Nordosten Chinas, die in den Provinzen Liaoning, Hebei, und Innere Mongolei aufgeschlossen ist.

## Lage, Alter und Charakteristika

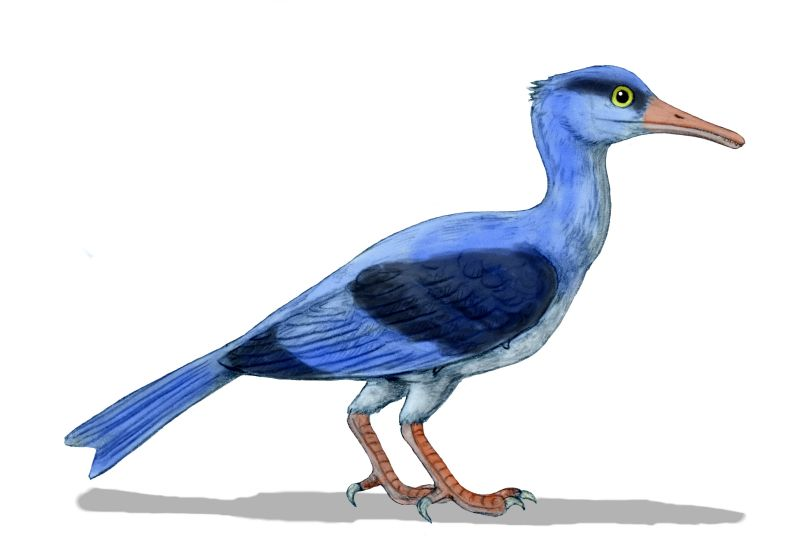
Lebendrekonstruktion von Longipteryx chaoyangensis, einem etwa 15 cm langen Vogel (Kopf-Rumpf-Länge) aus dem jüngsten Schichtglied der Jehol-Gruppe

Bei diesem Gesteinspaket handelt es sich um eine bis zu 4700 Meter mächtige Abfolge von laminierten bis feingeschichteten siliziklastischen Seesedimenten, in die Basalte und Tuffe eingeschaltet sind, die von Vulkanausbrüchen stammen. Radiometrischen Datierungen zufolge wurde die Jehol-Gruppe während der Kreidezeit zwischen 128 und 110 Millionen Jahren vor heute abgelagert. Sie besteht aus der älteren Yixian-Formation und der jüngeren Jiufotang-Formation. Der untere Abschnitt der Yixian-Formation wurde, beruhend auf umstrittenen Altersdaten, von manchen Autoren in den oberen Jura eingeordnet und als Chaomidianzi-Formation bezeichnet.
Der Reichtum an ungewöhnlich vollständig erhaltenen Tier- und Pflanzenfossilien macht die Ablagerungen der Jehol-Gruppe zur bedeutendsten festländischen Konservatlagerstätte der Unterkreide. Die Jehol-Lebensgemeinschaft ist berühmt für ihre gefiederten Dinosaurier und urtümlichen Vögel sowie für Nachweise früher Höherer Säugetiere und bedecktsamiger Pflanzen (Magnoliophyta, früher Angiospermen), das sind die „Blütenpflanzen“ im engeren Sinne.

## Ursachen der außergewöhnlichen Erhaltung
Der während der Bildung der Jehol-Gruppe verstärkte Vulkanismus ist nicht nur wichtig für die zeitliche Bestimmung der Abfolge mithilfe von Methoden der absoluten Altersbestimmung anhand der in den vulkanischen Ablagerungen enthalten Minerale wie der Uran-Blei-Datierung von Zirkonen und der Kalium-Argon-Datierung von Biotit und Kalifeldspat, sondern war auch eine entscheidende Ursache für die außergewöhnlich gute Erhaltung der Jehol-Fossilien: Die Aschen versiegelten die fossilführenden Sedimentschichten eines nahe gelegenen Sees und schufen um die toten Körper ein sauerstoffarmes Milieu, so dass die bakterielle Zersetzung verzögert wurde. Durch den Sauerstoffmangel war auch die Aktivität im Substrat grabender und aasfressender Tiere eingeschränkt. 

Die fossilreichsten Horizonte liegen daher unterhalb der Tuffschichten, die bei ihrer Ablagerung als Aschefälle die meisten Lebewesen (oder deren Kadaver), die sich während des Vulkanausbruchs im Wasser des Sees aufhielten, unter sich begruben.
Fell, Federn und Gewebefasern von Wirbeltieren blieben körperlich oder als Abdruck erhalten. Auch Weichgewebe von Wirbellosen sind überliefert.

## Paläontologische Bedeutung
Wirbeltierfaunen der Jehol-Gruppe im Überblick:
| Formation            | Member (Schichtglied)    | Ichthyofauna                                                                  | Herpetofauna und Mammaliafauna | Avifauna |
| -------------------- | ------------------------ | ----------------------------------------------------------------------------- | --- | --- |
| Jiufotang- Formation | Jiufotang- Formation     | Jinanichthys, Longdeichthys, Peipiaosteus, Protopsephurus, Yanosteus, Sinamia | Liaoxitriton, Psittacosaurus, Caudipteryx, Microraptor, Sinornithosaurus, Sinopterus, Chaoyangopterus, Liaoningopterus, Sauropoda indet., Pterosauria indet. | Cathayornis (Sinornis), Boluochia, Yixianornis, Yanornis, Sapeornis, Longipteryx, Chaoyangia, Songlingornis, Jeholornis, Eocathayornis, Longchenornis, Cuspirostrisornis, Langirostrornis, Confuciusornis |
| Yixian- Formation    | Jingangshan- Schichten   | Lycoptera                                                                     | Manchurochelys, Monjurosuchus, Yabeinosaurus, Pterosauria indet. | Confuciusornis |
| Yixian- Formation    | Dawangzhangzi- Schichten | Lycoptera, Peipiaosteus, Protopsephurus, Yanosteus                            | Monjurosuchus, Hyphalosaurus, Yabeinosaurus, Haopterus, Theropoda indet., Pterodactyloidea, Jinzhousaurus, Sinosauropteryx, Sinobataar, Xianglong, Manchurochelys, Psittacosaurus, Liaoningosaurus, Sinornithosaurus, Yixianosaurus, Eomaia                                                | Liaoxiornis, Jibeinia, Confuciusornis, Protopteryx |
| Yixian- Formation    | Jianshangou- Schichten   | Lycoptera, Peipiaosteus, Yanosteus, Protopsephurus, Sinamia                   | Jeholotriton, Liaobatrachus, Callobatrachus, Mesophyne, Manchurochelys, Monjurosuchus, Yabeinosaurus, Eosipterus, Dendrorhynchoides, Psittacosaurus, Sinosauropteryx, Protarchaeopteryx, Caudipteryx, Jeholodens, Sinovenator, Beipiaosaurus, Sinornithosaurus, Zhangheotherium, Haopterus | Confuciusornis, Changchengornis, Liaoningornis, Eoenantiornis, Protopteryx |
| Yixian- Formation    | Lujiatun- Schichten      | (ohne)                                                                        | Anura indet., Squamata indet., Psittacosaurus, Jeholosaurus, Liaoceratops, Sinovenator, Incisivosaurus, Repenomamus, Gobiconodon | (ohne) |

### Frühe Vögel und gefiederte Dinosaurier

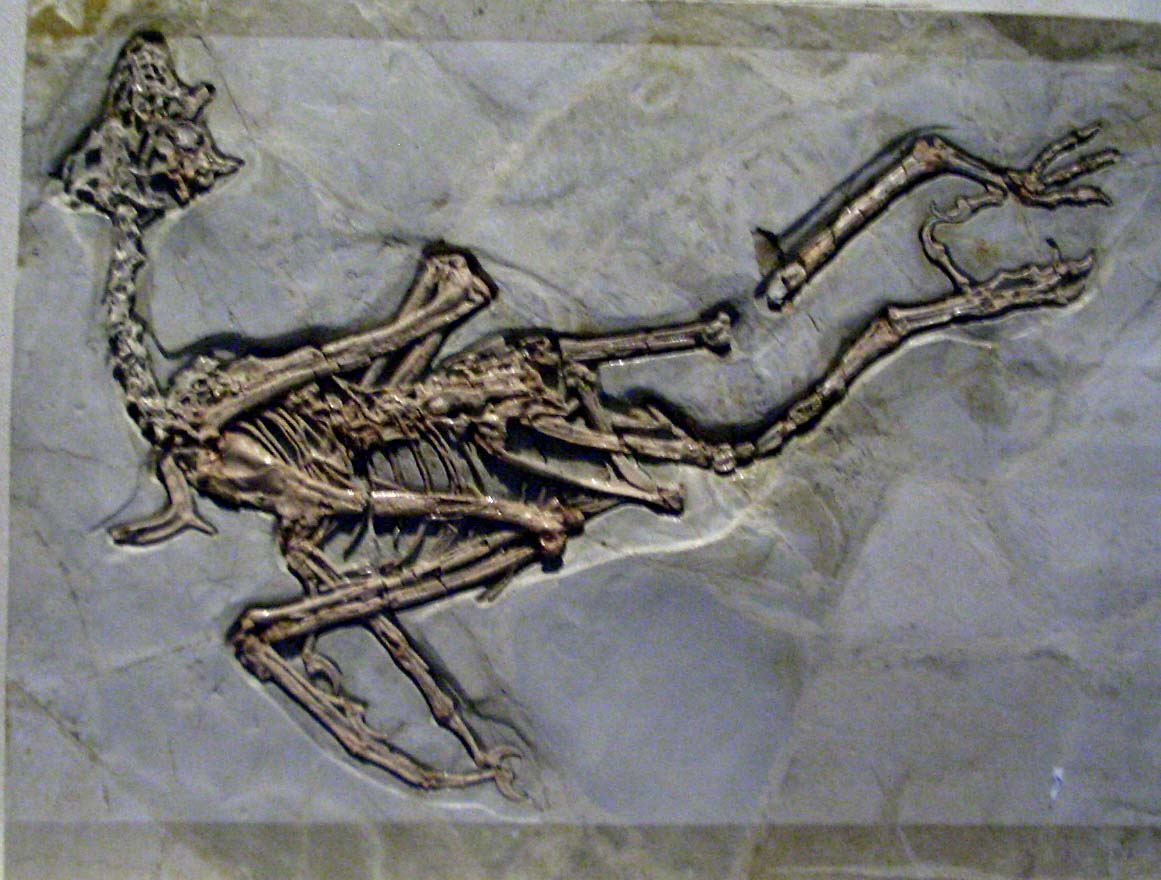
Sapeornis chaoyangensis

Ein wesentlicher Teil des Wissens über Vögel der frühen Kreidezeit beruht auf Funden aus der Jehol-Gruppe: Die reiche Avifauna beherbergt basale (urtümliche) Vögel wie Sapeornis und Jeholornis, sowie die Confuciusornithiden, eine Vielzahl an Vertretern der kretazischen Gruppe Enantiornithes (wie z. B. Sinornis, Protopteryx, Longirostravis) und einige frühe Vertreter der modernen Gruppe Ornithurae: Chaoyangia, Songlingornis, Liaoningornis, Yixianornis und Yanornis. Zu den ornithurinen Vögeln gehören auch alle rezenten Vogelordnungen. Verschiedene morphologische Details und Funde von Mageninhalten belegen, dass die Vögel der Jehol-Avifauna bereits eine Vielzahl unterschiedlicher ökologischer Nischen belegten.
Von besonderer Bedeutung sind die Funde sehr vogelähnlicher gefiederter Dinosaurier wie Sinornithosaurus, Caudipteryx und Microraptor, deren Befiederungen verschiedene Stadien der Federentwicklung zeigen. Sie sind ein direkter Beleg für die Entwicklung der Vögel aus kleinen theropoden Dinosauriern.

### Säugetiere
Die sieben bisher (Stand 2007) in der Jehol-Gruppe gefundenen Säugetiergattungen gehören verschiedenen Gruppen an:
| Triconodonta:     | Jeholodens, Yanoconodon  |
| Gobiconodontidae: | Repenomamus, Gobiconodon |
| Symmetrodonta:    | Zhangeotherium           |
| Multituberculata: | Sinobataar               |
| Eutheria:         | Eomaia                   |

Am höchsten ist die Gattung Eomaia entwickelt: Sie zeigt die Gliedmaßenproportionen eines Baumbewohners, zudem deutet die Morphologie des Beckengürtels darauf hin, dass die Jungtiere ähnlich wie bei heutigen Beuteltieren in einem Beutel getragen wurden. Die fossil erhaltenen Gehörknöchelchen von Yanoconodon allini aus der Yixian-Formation bezeugen erstmals den Übergang in der Evolution des Mittelohres vom Reptilienstadium zu den modernen Säugern.

### Blütenpflanzen

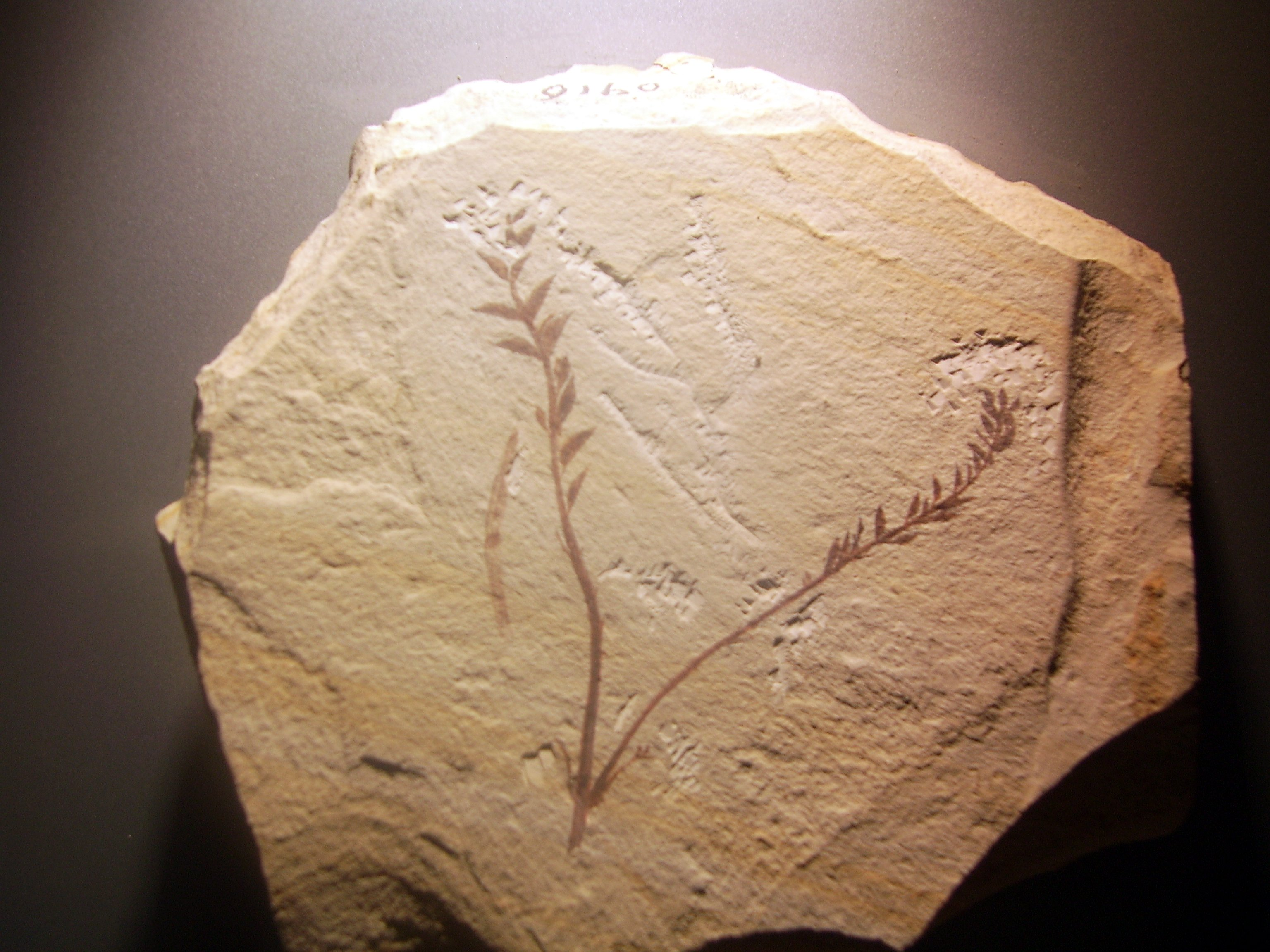
Archaefructus liaoningensis

Die von Nadelbäumen dominierte Jehol-Flora beherbergt auch frühe Vertreter der Bedecktsamer: Die „Blüten“ von Archaefructus besitzen Staubblätter und die Samen sind offenbar in einer Art Fruchtblatt eingeschlossen. Andererseits fehlen typische Merkmale der Bedecktsamer wie Kron- und Kelchblätter. Das als „Fruchtblatt“ beschriebene Organ wird von manchen Paläobotanikern nicht notwendigerweise als homolog zu dem Fruchtblatt der Blütenpflanzen eingeschätzt. Offensichtlich handelt es sich bei Archaefructus dennoch um einen Seitenzweig der höheren Angiospermen, wobei die genaue phylogenetische Position noch zu klären ist.
Weitere Funde wie die von Archaefructus eoflora, Sinocarpus und Archaeamphora longicervia bestätigten bisher die Vermutungen, dass die Jehol-Flora zahlreiche Bedecktsamer beherbergt.